# Thrive (álbum de Casting Crowns)
Thrive é o oitavo álbum de estúdio da banda Casting Crowns, lançado em 28 de janeiro de 2014.

## Faixas
1. "Thrive" — 5:06
2. "All You've Ever Wanted" — 4:04
3. "Just Be Held" — 3:41
4. "You Are the Only One" — 3:47
5. "Broken Together" — 4:45
6. "Love You With the Truth" — 4:03
7. "This Is Now" — 4:39
8. "Dream For You" — 3:58
9. "Follow Me" — 4:12
10. "Heroes" — 4:14
11. "House of Their Dreams" — 4:22
12. "Waiting on the Night to Fall" — 4:50